# Elionar Nascimento Ribeiro
Elionar Nascimento Ribeiro (* 10. Juni 1982 in Santa Luzia) ist ein brasilianischer Fußballspieler, der momentan bei Caykur Rizespor in der Türkei unter Vertrag steht.
Elionar Nascimento Ribeiro spielte bei Ituano FC, bevor er 2007 in die Türkei zu Caykur Rizespor wechselte. Dort konnte er sich als Stammspieler durchsetzen, zeigte sich aber nicht so treffsicher, wie man es von ihm erwartet hat. Bisher erzielte er in 104 Spielen insgesamt 28 Tore.